# Nakládalova vila
Nakládalova Vila, nebo také Vila Stanislava Nakládala, je výjimečně dobře dochovaným příkladem meziválečné přísně funkcionalistické architektury. Je to nejcennější funkcionalistická památka v Olomouci. Jejím autorem je architekt Lubomír Šlapeta. Byla postavena v roce 1936 v Polívkově ulici 35. Vila je přístupná veřejnosti, protože v současnosti (2007) je ve vile lékařská ordinace.

## Architektura vily
Vila je výjimečným příkladem typu tzv. bílých vil, jednoduchých (ale luxusních), kubických, bíle omítnutých staveb s plochou střechou. Průčelí do ulice je velmi jednoduše členěno pouze základními geometrickými tvary oken a dveří, jediným výstupkem na fasádě je plochá stříška nad vchodem. Zadní, zahradní průčelí je členěno více, kromě schodiště do zahrady se zde nachází nižší kubus někdejší jídelny a zimní zahrady se střešní terasou. Oplocení pozemku kolem vily a prvky zábradlí odkazují na dílo Šlapetova učitele, vratislavského architekta Hanse Scharouna. Ve vile se částečně zachovalo původní vybavení podle návrhu Lubomíra Šlapety.